# Refuge faunique national de Tetlin
Pour les articles homonymes, voir Tetlin.
Le refuge faunique national de Tetlin (en anglais : Tetlin National Wildlife Refuge) est une réserve faunique située  en Alaska aux États-Unis, sur la Route de l'Alaska à un kilomètre de la frontière avec le territoire fédéral canadien du Yukon, au sud-est de Tok, dans la Région de recensement de Southeast Fairbanks.

## Situation - Faune
Il s'étend autour de deux rivières affluents de la Tanana, la Nabesna et la Chisana. Sa surface est de 2833 kilomètres carrés. En 1913, la région a attiré quelques chercheurs d'or.
C'est un des plus grands des États-Unis. Il comporte plusieurs types de paysages, des forêts, zones marécageuses, toundras, lacs et montagnes, ainsi que des rivières glaciaires qui descendent de la Chaîne d'Alaska. La partie amont de la vallée de la rivière Tanana, est appelée le Tetlin Passage parce que c'est un couloir important de migration des oiseaux qui viennent du Canada, de la partie continentale des États-Unis, ainsi que d'Amérique Centrale et d'Amérique du Sud. Beaucoup de ces oiseaux se reproduisent dans le refuge. On y trouve différentes races de canards, d'oies sauvages, de cygnes, ainsi que des rapaces. Ils arrivent dans la vallée aux environs du mois d'avril, jusqu'au début de juin. On estime à 116 espèces différentes les oiseaux migrateurs qui viennent nicher dans la réserve durant l'été. Les jours longs et les températures douces permettant une rapide croissance des végétaux, ainsi qu'une importante prolifération des insectes et autres invertébrés qui leur servent de nourriture.

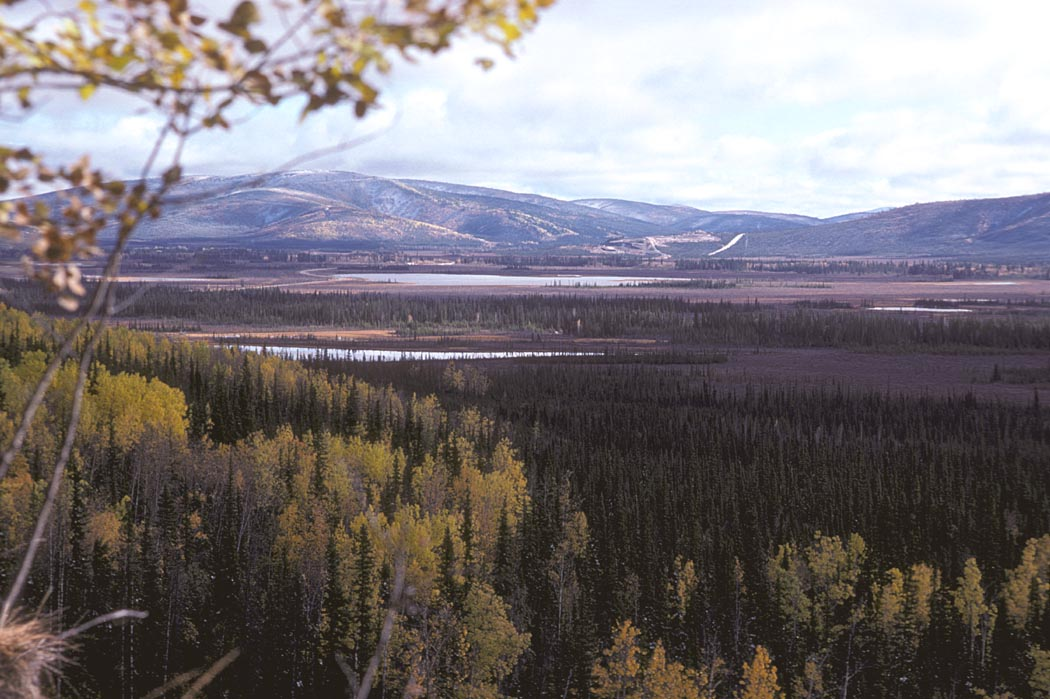
Vue de la réserve faunique

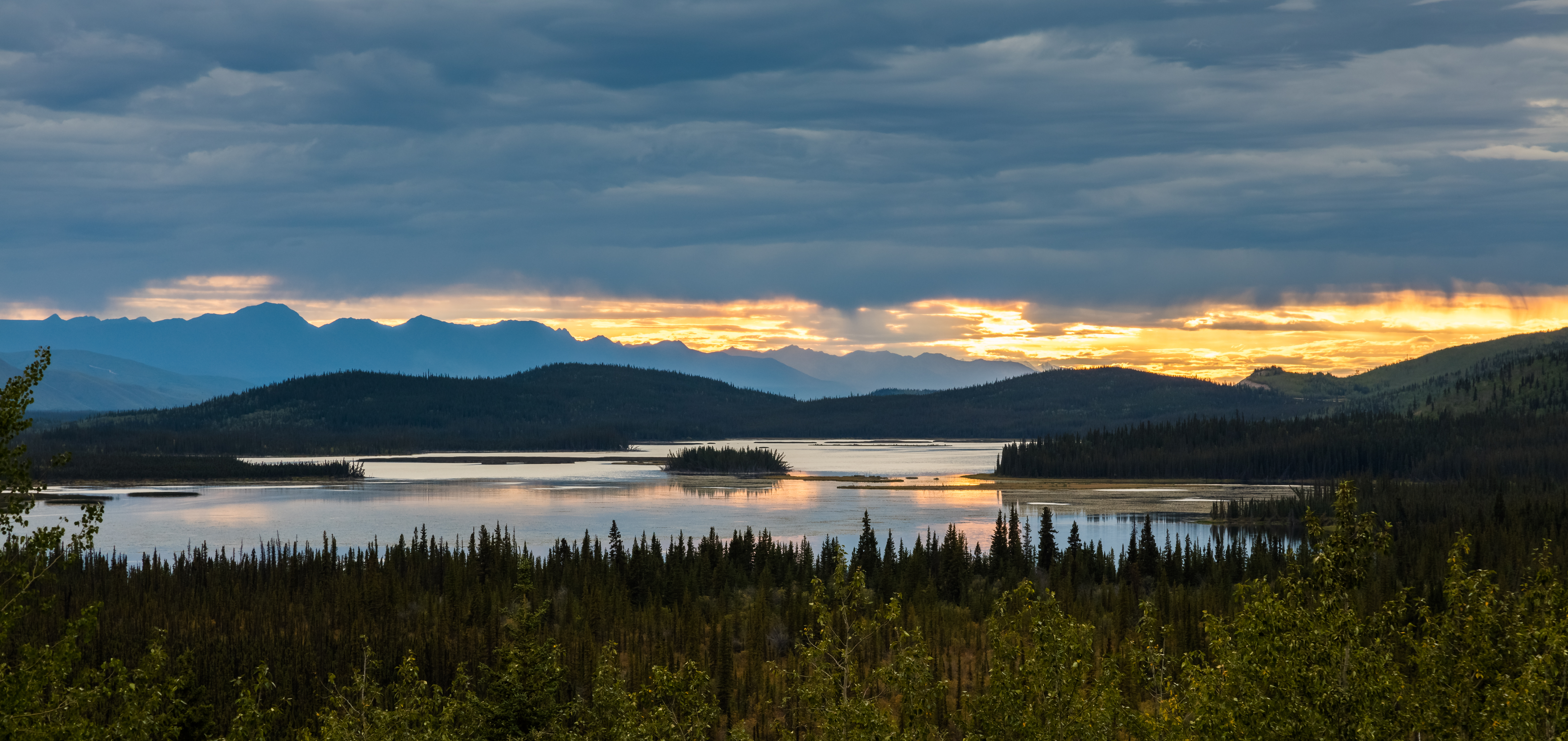
Autre vue de la réserve faunique.

Paysage dans la réserve faunique. Aout 2017.

En dehors des oiseaux, on rencontre de nombreux mammifères dans le refuge : mouflon de Dall, élans, loups, et différents ours.
Le refuge comporte de nombreux cours d'eau et lacs, où l'on trouve des Humpback whitefishes (de la famille des Coregonus), ainsi que des Thymallus, des brochets et des lottes de rivière.
Une plateforme d'observation est située au niveau de la Route de l'Alaska, et un bureau d'information est ouvert durant l'été.
Le refuge est administré par des bureaux situés à Tok.

## Sources
- L'Alaska et le Yukon - Jacques Klein - Guides Peuples du Monde -  (ISBN 9782907629-76-8)

- (en) Cet article est partiellement ou en totalité issu de l’article de Wikipédia en anglais intitulé « Tetlin National Wildlife Refuge » (voir la liste des auteurs).